# Khandaha
Khandaha (en népalais : खनदह) est un comité de développement villageois du Népal situé dans le district d'Arghakhanchi. Au recensement de 2011, il comptait 3 434 habitants.